# Ann Granger
Pour les articles homonymes, voir Granger.
Ann Granger, née le 12 juillet 1939 à Portsmouth, est une romancière britannique, auteur de nombreux romans policiers historiques.

## Biographie
Fille d'un officier de la Royal Navy, elle fait des études supérieures en langues modernes à l'université de Londres, puis enseigne l'anglais en France pendant un an (1960-1961). Elle retourne ensuite à l'université pour compléter un baccalauréat universitaire en arts, avant de travailler aux bureaux délivrant des visas dans les consulats et des ambassades britanniques en Yougoslavie, en Tchécoslovaquie et en Autriche. En 1966, elle épouse John Hulme, un collègue de travail. Le couple réside quelques années en République de Zambie et en Allemagne, avant que de retourner vivre en Angleterre, dans le Oxfordshire, avec leurs deux garçons.
En 1979, elle publie un premier roman d'amour historique sous le pseudonyme Ann Hulme. Tout en poursuivant les publications sous ce pseudonyme, elle signe de son patronyme, en 1991, un premier roman policier intitulé Dites-le avec du poison (Say It with Poison), où apparaissent le détective superintendant Alan Markby et sa petite amie Margaret Mitchell. Le couple revient pour d'autres investigations dans une quinzaine de titres.
Amorcée en 2006, une série de huit romans policiers historiques a pour héroïne Lizzie Martin, la dame de compagnie d'une riche veuve qui, avec l'aide de son mari, l'inspecteur de police Benjamin (Ben) Ross, mène ses enquêtes dans le Londres des années 1860.

## Œuvres

### Romans policiers

#### SérieMitchell et Markby
- Say It with Poison (1991) Publié en français sous le titre Dites-le avec du poison, traduit par Aline Sainton, Paris, Éditions Liana Levi, coll. « À corps et à crime », 1998, 299 p.  (ISBN 2-86746-191-X)
- A Season For Murder (1991) Publié en français sous le titre Danger de mors, traduit par Bruno Boudard, Paris, Éditions Liana Levi, coll. « À corps et à crime », 1999, 340 p.  (ISBN 2-86746-212-6)
- Cold in the Earth (1992) Publié en français sous le titre Cimetière à vendre, traduit par Sophie Brissaud, Paris, Éditions Liana Levi, coll. « À corps et à crime », 2000, 285 p.  (ISBN 2-86746-229-0)
- Murder Among Us (1992)
- Where Old Bones Lie (1993) Publié en français sous le titre Ci-gît la femme de mon amant, traduit par Aline Sainton, Paris, Éditions Liana Levi, coll. « À corps et à crime », 2001, 297 p.  (ISBN 2-86746-264-9)
- Flowers For His Funeral (1994)
- A Fine Place For Death (1994)
- Candle For a Corpse (1995)
- A Word After Dying (1996)
- A Touch of Mortality (1996)
- Call the Dead Again (1998)
- Beneath these Stones (1999)
- Shades of Murder (2000)
- A Restless Evil (2002)
- That Way Murder Lies (2004)
- Deadly Company (2022)[1]

#### SérieFran Varady
- Asking for Trouble (1997)
- Keeping Bad Company (1997)
- Running Scared (1998)
- Risking It All (2001)
- Watching Out (2003)
- Mixing With Murder (2005)
- Rattling the Bones (2007)

#### SérieLizzie Martin et Ben Ross
- A Rare Interest in Corpses (2006) Publié en français sous le titre Un intérêt particulier pour les morts, traduit par Delphine Rivet, Paris, Éditions 10/18, coll. « Grands détectives », 2013, 378 p.  (ISBN 978-2-264-05873-7)
- A Mortal Curiosity (2008) Publié en français sous le titre La curiosité est un péché mortel, traduit par Delphine Rivet, Paris, Éditions 10/18, coll. « Grands détectives », 2014, 356 p.  (ISBN 978-2-264-05874-4)
- A Better Quality of Murder (2010) Publié en français sous le titre Un assassinat de qualité, traduit par Delphine Rivet, Paris, Éditions 10/18, coll. « Grands détectives », 2015, 355 p.  (ISBN 978-2-264-05875-1)
- A Particular Eye for Villainy (2012) Publié en français sous le titre Un flair infaillible pour le crime, traduit  par Delphine Rivet, Paris, Éditions 10/18, coll. « Grands détectives », 2015, 382 p.  (ISBN 978-2-264-06594-0)
- The Testimony of the Hanged Man (2014) Publié en français sous le titre Le Témoignage du pendu, traduit  par Jean-Baptiste Dupin, Paris, Éditions 10/18, coll. « Grands détectives », 2016, 336 p.  (ISBN 978-2-264-06683-1)
- The Dead Woman of Deptford (2016) Publié en français sous le titre Le brouillard tombe sur Deptford, traduit par Jean-Baptiste Dupin, Paris, Éditions 10/18, coll. « Grands détectives », 2017, 360 p.  (ISBN 978-2-264-07062-3)
- The Murderer's Apprentice (2019) Publié en français sous le titre L'Orpheline de Salisbury, traduit par Jean-Baptiste Dupin, Éditions 10/18, coll. « Grands détectives », 2020, 382 p.  (ISBN 978-2-264-07573-4)
- The Truth-Seeker's Wife (2021)Publié en français sous le titre L'héritage de Sir Henry, traduit par Jean-Baptiste Dupin, Éditions 10/18, Poche, coll. « Grands détectives », 2022, 357 p.  (ISBN 978-2264078278)
- The Old Rogue of Limehouse (2023)[2] Publié en français sous le titre Les émeraudes de sang, traduit par Jean-Baptiste Dupin, Éditions 10/18, coll. « Grands détectives », 2024, 360 p.  (ISBN 9782264082237)

#### SérieCampbell et Carter
- Mud, Muck and Dead Things (2009) Publié en français sous le titre Cottage, Fantômes et Guet-apens, traduit par Élisabeth Kern, Éditions 10/18, coll. « Grands détectives », 2020, 356 p.  (ISBN 9782264076434)Publié en français sous le titre Cottage, Fantômes et Guet-apens, traduit par Élisabeth Kern, Éditions 10/18, Poche, coll. « Grands détectives », 5 mai 2023, 384 p.  (ISBN 9782264078094)
- Rack, Ruin and Murder (2011) Publié en français sous le titre Manoir, Magouilles et Coq-au-vin, traduit par Élisabeth Kern, Éditions 10/18, coll. « Grands détectives », 2021, 360 p.  (ISBN 9782264076359)
- Bricks and Mortality (2013) Publié en français sous le titre Brasier, Héritage et Coup du sort, traduit par Élisabeth Kern, Éditions 10/18, coll. « Grands détectives », 2022, 376 p.  (ISBN 978-2-264-07821-6)
- Dead in the Water (2015) Publié en français sous le titre Pluies, Pubs et Chouettes hulottes, traduit par Élisabeth Kern, Éditions 10/18, coll. « Grands détectives », 2022, 342 p.  (ISBN 978-2264078322)
- Rooted in Evil (2017)Publié en français sous le titre À la Racine du Mal, traduit par Élisabeth Kern, Éditions 10/18, coll. « Grands détectives », 2022, 324 p.  (ISBN 978-2264080127)
- An Unfinished Murder (2018) (avec Mitchell & Markby)[3]  Publié en français sous le titre Vingt ans et des poussières, traduit par Elisabeth Kern, Éditions 10/18, 2023, 360 p.  (ISBN 9782264081919)
- A Matter of Murder (2020)[4]

### Nouvelles policières
- Mystery in the Making: Eighteen Short Stories of Murder, Mystery and Mayhem (2022)[5]

### Romans d'amour historiques sous le pseudonyme Ann Hulme
- A Poor Relation (1979)
- Summer Heiress (1982)
- The Gamester (1982)
- The Emperor's Dragoon (1983)
- Daughter of Spain (1984)
- Woman of the Regiment (1985)
- Hungarian Adventures (1986)
- The Garden of the Azure Dragon (1986)
- Interlaken Intrigue (1986)
- No Place for a Lady (1988)
- Flying Man (1988)
- The Unexpected American (1989)
- A Scandalous Bargain (1990)
- False Fortune (1991)
- An Innocent Affair (2003)